# Bão từ

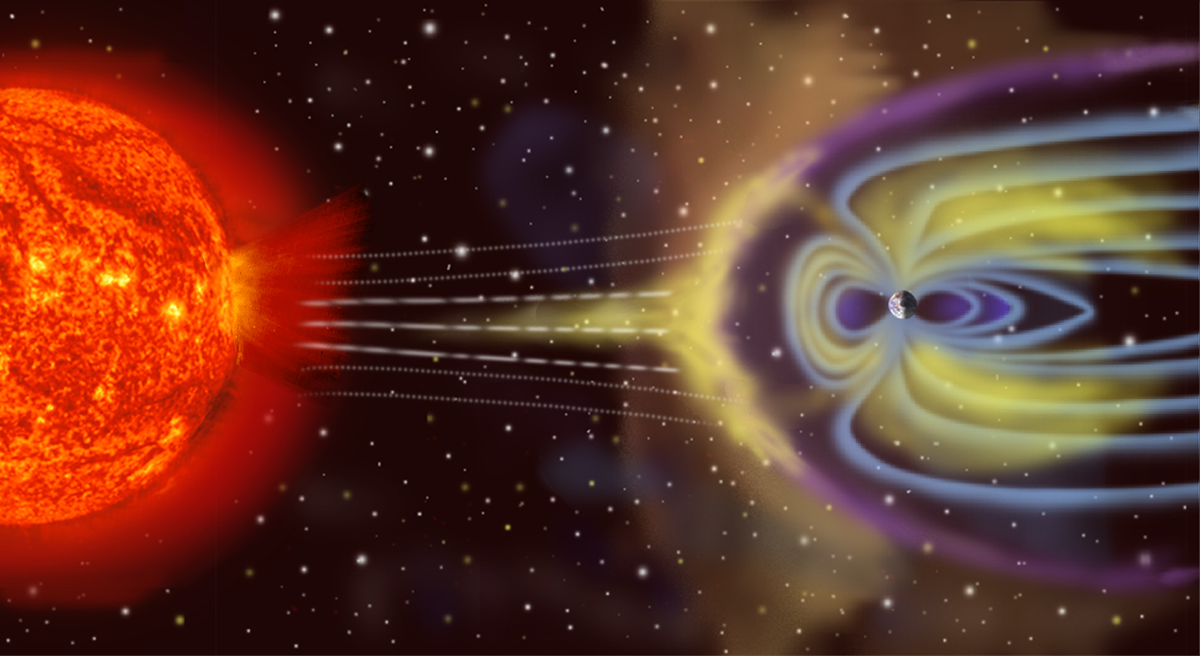
Các điện tích từ Mặt Trời tương tác với từ quyển của Trái Đất.

Bão từ hay bão địa từ là sự xáo trộn tạm thời từ quyển của một hành tinh gây ra bởi sóng xung kích gió sao và / hoặc đám mây từ trường (cloud of magnetic field) tương tác với từ trường của hành tinh. Hiện tượng bão từ gây ra bởi Mặt Trời được gọi là bão Mặt Trời.

## Trên các hành tinh
Bão từ nói chung không chỉ xuất hiện trên Trái Đất mà còn được quan sát thấy ở trên các hành tinh khác trong hệ Mặt Trời, nhất là các hành tinh có từ quyển là Sao Thủy, Sao Mộc, Sao Thổ, Sao Thiên Vương và Sao Hải Vương.

### Trái Đất
Các quá trình được miêu tả như sau:
1. Các dòng hạt mang điện phóng ra từ Mặt Trời sinh ra một từ trường, có độ lớn vào khoảng 6.10−9 tesla.
2. Từ trường này ép lên từ trường Trái Đất làm cho từ trường nơi bị ép tăng lên.
3. Khi từ trường Trái Đất tăng lên, từ thông sẽ biến thiên và sinh ra một dòng điện cảm ứng chống lại sự tăng từ trường của Trái Đất (theo định luật Lenz).
4. Dòng điện cảm ứng này có thể đạt cường độ hàng triệu ampe chuyển động vòng quanh Trái Đất và gây ra một từ trường rất lớn tác dụng lên từ trường Trái Đất.
5. Hiện tượng này tiếp diễn làm cho từ trường Trái Đất liên tục biến thiên và kim la bàn dao động mạnh.

Nếu hướng của từ trường trong tầng điện ly hướng về phía Bắc, giống như hướng của từ trường Trái Đất, bão địa từ sẽ lướt qua hành tinh của chúng ta. Ngược lại, nếu từ trường hướng về phía Nam, ngược với hướng từ trường bảo vệ của Trái Đất, các cơn bão địa từ mạnh sẽ ảnh hưởng trực tiếp tới Trái Đất. Mặc dù khí quyển Trái Đất chặn được các dòng hạt năng lượng cao đến từ Mặt Trời này (gồm electron và proton), song các hạt đó làm xáo trộn từ trường của hành tinh, cụ thể là quyển từ, có thể gây ra rối loạn trong liên lạc vô tuyến hay thậm chí gây mất điện.
Các vụ phun trào khí và nhiễm điện từ Mặt Trời được xếp theo 3 cấp: C là yếu, M là trung bình, X là mạnh. Tùy theo cấp cao hay thấp mà ảnh hưởng của nó lên từ trường Trái Đất gây ra bão từ nhiều hay ít. Bão từ được xếp theo cấp từ G1 đến G5, G5 là cấp mạnh nhất. Theo nhiều nghiên cứu thì hiện nay các cơn bão từ xuất hiện nhiều hơn và mạnh hơn, điều này cho thấy rằng Mặt Trời đang ở vào thời kỳ hoạt động rất mạnh.
Thời kỳ có bão từ là thời kỳ rất nguy hiểm cho người có bệnh tim mạch bởi vì từ trường ảnh hưởng rất mạnh đến hoạt động của các cơ quan trong hệ tuần hoàn của con người. Ngoài ra, từ trường của Trái Đất cũng giúp cho một số loài động vật thực hiện một số chức năng sống của chúng như là chức năng định hướng do đó bão từ cũng sẽ ảnh hưởng lớn đến sự sống của các loài này.

## Phát hiện
Từ tháng 5 năm 1806 đến tháng 6 năm 1807, Alexander von Humboldt đã ghi nhận được hiện tượng này bằng một la bàn từ ở Berlin. Vào ngày 21 tháng 12 năm 1806, ông thông báo rằng la bàn của ông trở nên bất thường trong một sự kiện cực quang sáng.
Vào ngày 2 tháng 9 năm 1859, cơn bão từ mạnh nhất được ghi nhận xuất hiện. Từ ngày 28 tháng 8 cho đến ngày 2 tháng 9 năm 1859, nhiều điển nóng Mặt Trời và các loé được quan sát trên Mặt Trời, loé lớn nhất xuất hiện vào ngày 1 tháng 9. Sự kiện này được xem là cơn bão mặt trời năm 1859 hay sự kiện Carrington. Có thể giả định rằng sự phun trào nhật hoa (CME), liên quan đến các loé, từ Mặt Trời và đến Trái Đất trong vòng 8 giờ — mà trong điều kiện bình thường thì mất khoảng 3 đến 4 ngày. Cường độ của trường địa từ đã giảm 1600 nT được ghi nhận tại Đài thiên văn Colaba. Ước tính rằng Dst vào khoảng -1760 nT.